# 杜米特里察鄉
47°04′N 24°37′E / 47.067°N 24.617°E
杜米特里察鄉（羅馬尼亞語：Comuna Dumitrița, Bistrița-Năsăud），是羅馬尼亞的鄉份，位於該國西北部，由比斯特里察-訥瑟烏德縣負責管轄，處於布加勒斯特以北300公里，每年平均降雨量1,080毫米，海拔高度464米，2007年人口2,938。